# 伏石站
伏石站（日语：／ Fuseishi eki */?）是一個位於日本香川縣高松市、屬於高松琴平電氣鐵道（琴電）琴平線的鐵路車站，車站編號為K04A，是現時琴電中最新設的車站，2020年11月28日正式投入運作，也是繼水田站後琴電第2個架空車站。車站的設立，一方面是基於琴平線開展至佛生山站之間的複線化工程，同時位於三條站至太田站有超過2公里的距離，可以在中間加設車站以服務附近的居民作通勤或通學之用，另一方面，也配合高松市打算以本處作為不同交通工具間的轉運站。
車站位於太田下町，由於避免與已有的太田站相撞（雖然太田站位處為太田上町），因此採用相鄰伏石町的町名命名。

## 車站結構

### 站房
車站建於橫跨國道11號的架空路段上，而架空路段早於2007年已建成，並已預留了日後線路複線化的路基。車站大堂建則建於天橋下兩側的空地上，再把候車月台置於橫越國道11號上。其中北口站房於開站時同時啟用，至於南口的站房部份，雖然也已建成，但暫時仍因進行其他工程而不予使用。
車站主要設施皆設於北口，包括有票務處、簡易式自助售票機、候車室、男、女及傷殘人士專用洗手間、升降機及連接用的樓梯，二樓則為候車月台，並把簡易式出、入站讀卡器設置於進入月台前的玄關位。站房外北端設有單車停泊場，西端為仍在施工中的車站廣場，也成為日後的高速巴士及市內巴士的總站。
北口整理中的交通廣場，原為連鎖商店GEO高松東繞道店，2019年閉店後，土地交還於市政府，再經過文化財調查期後，於2020年中正式動工；至於南口，在天橋兩旁近「讚岐夢街道」原建有最少3座住宅或大廈，全都因為收地原故已被拆卸。

### 月台
設有側式月台2個，長約85米，有效長度為4輛。近南端盡頭的月台部份因貼近通往南口的樓梯口，為免列車駛經時出現意外，該一小段的月台加裝了圍欄。月台上的設置則採用樸素風格，只設置了數張候車用的橫櫈。
| 月台 | 路線     | 方向 | 目的地                           | 備註 |
| ---- | -------- | ---- | -------------------------------- | ---- |
| 1    | ■ 琴平線 | 上行 | 高松築港方向                     |      |
| 2    | ■ 琴平線 | 下行 | 佛生山、一宮、瀧宮、琴電琴平方向 |      |

## 歷史
- 2016年3月：高松市政府發展了都市發展計劃，其中提出以兩年時間，於本址增建車站[2]。
- 2019年11月1日：車站命名為「伏石站」[3]。
- 2020年11月28日：北口站房及月台首先啟用[4][5]。
- 2021年：

- 4月1日：南口站房正式使用。
- 11月7日：南口站房前的巴士總站及交通廣場正式投入運作。

## 使用狀況
| 1日上落人數推斷 | 1日上落人數推斷 |
| 年度            | 1日平均人數     |
| --------------- | --------------- |
| 2020            | 1,022           |
| 2021            | 1,022           |
| 2022            | 2,405           |

## 相鄰車站
高松琴平電氣鐵道（琴電）
■琴平線
三條 (K04) - 伏石 (K04A) - 太田 (K05)

## 外部連結
- 高松琴平電鐵伏石站資訊 （页面存档备份，存于）（日語）